# МДМ банк
ПАО «МДМ Банк» — российский коммерческий банк, существовавший с 2009 по 2016 год. Был образован посредством слияния МДМ-Банка и УРСА банк в 2009 году.
18 ноября 2016 года к ранее объединенным банкам был присоединен «Бинбанк» с одновременным переименованием в Бинбанк.

## История
МДМ банк был основан в 2009 году путём слияния МДМ-Банка и Урса Банка. На момент объединения в рэнкинге «Интерфакс-100» банки занимали 13-е и 25-е места по размерам активов соответственно.
Юридическое объединение состоялось 7 августа 2009 года, когда ОАО «Урса Банк» было переименовано в ОАО «МДМ банк», операционное слияние продолжалось до конца года. Капитал объединённого банка составил 72 млрд руб., активы — 523 млрд руб.
30 июня 2015 года совладельцы БИНБАНКа Микаил Шишханов и Михаил Гуцериев заключили соглашение о приобретении контролирующей доли владения в МДМ Банке у Сергея Попова. 22 декабря 2015 года сделка по приобретению МДМ Банка была закрыта.
18 ноября 2016 года ПАО «МДМ банк» было переименовано в ПАО «Бинбанк» в результате присоединения одноимённого банка. Также в объединенный банк вошел дочерний «Бинбанк Мурманск».
Новые собственники не справились с большим размером объединённого банковского бизнеса и 21 сентября 2017 года Банк России принял решение о санации Бинбанка, и его присоединении к банку «ФК Открытие», которое было осуществлено 1 января 2019 года. Таким образом, юридическое лицо бывшего МДМ банка прекратило существование.

## Собственники и руководство
| Акционер                                  | Доля голосующих акций, % | Доля голосующих акций, % | Доля голосующих акций, % | Доля голосующих акций, % |
| Акционер                                  | 2009 год                 | ноябрь 2011              | июнь 2015                | март 2016                |
| ----------------------------------------- | ------------------------ | ------------------------ | ------------------------ | ------------------------ |
| Сергей Попов                              | 54                       | 56,3                     | -                        | -                        |
| Игорь Ким                                 | 10,5                     | -                        | -                        | -                        |
| Мартин Андерссон                          | 6,1                      | 6,3                      | ?                        | -                        |
| компания Olivant                          | 6,7                      | 6,7                      | 6,2                      | -                        |
| Европейский банк реконструкции и развития | 5,2                      |                          | 4,8                      | -                        |
| Международная финансовая корпорация       | 3,6                      | 3,6                      | 3,3                      | -                        |
| Avindale                                  | 3,3                      | ?                        | -                        | -                        |
| Казначейские акции                        | -                        | 11                       | 9,88                     | -                        |
| Микаил Шишханов и Михаил Гуцериев         | -                        | -                        | 58,33                    | 97,64                    |
| Прочие акционеры                          | 10,5                     | 6,4                      | 17,46                    | 2,36                     |

Председатель совета директоров — Олег Вьюгин, председатель правления — Микаил Шишханов.

## Деятельность
ПАО «МДМ Банк» предоставляет полный спектр услуг рынка финансовых услуг, включая розничное банковское обслуживание, обслуживание малого и среднего бизнеса, корпоративные, лизинговые и инвестиционные банковские услуги.

## Оценки рейтинговых агентств
| Агентство         | Рейтинг               | Дата         | Значение/Прогноз |
| ----------------- | --------------------- | ------------ | ---------------- |
| Standard & Poor's | Долгосрочный рейтинг  | июль 2016 г. | B-               |
| Standard & Poor's | Краткосрочный рейтинг | июль 2016 г. | С                |

Банк имеет кредитные рейтинги от международного агентства Standard & Poor’s, и данные рейтинги соответствуют уровню оценок сопоставимых банков-конкурентов.